# گسک ساره‌آباد
گسک ساره‌آباد، روستایی در دهستان زیربانداد بخش مرکزی شهرستان لاشار در استان سیستان و بلوچستان ایران است.

## جمعیت
بر پایه سرشماری عمومی نفوس و مسکن در سال ۱۳۹۵، جمعیت این روستا برابر با ۷۰۵ نفر (۱۸۲ خانوار) بوده‌است.